# Fehlerrechnung
Es ist praktisch nie möglich, exakt zu messen. Die Abweichungen der Messwerte von ihren wahren Werten wirken sich auf ein Messergebnis aus, so dass dieses ebenfalls von seinem wahren Wert abweicht. Die Fehlerrechnung versucht, die Einflussnahme der Messabweichungen auf das Messergebnis quantitativ zu bestimmen.
Messabweichungen wurden früher als Messfehler bezeichnet. Die Bezeichnung „Fehlerrechnung“ ist auf diesen Umstand zurückzuführen.

## Abgrenzung
Der Begriff Fehlerrechnung kann verschieden verstanden werden.
- Häufig will man ein Messergebnis {\displaystyle y} aus einer Messgröße {\displaystyle x} oder im allgemeinen Fall aus mehreren Messgrößen {\displaystyle x_{1}\,,\ x_{2}\,,\ \ldots \ } mittels einer bekannten Gleichung (mathematische Formel) berechnen. Bei fehlerhafter Bestimmung der Eingangsgröße(n) wird auch die Ausgangsgröße falsch bestimmt, denn die Einzelabweichungen werden mit der Gleichung {\displaystyle y=y(x)} bzw. {\displaystyle y=y(x_{1}\,,\ x_{2}\,,\ \ldots \ )} übertragen und führen zu einer Abweichung des Ergebnisses. Man nennt dieses Fehlerfortpflanzung. Unter diesem Stichwort werden Formeln angegeben, getrennt für die Fälle, dass die Abweichungen (im Sprachgebrauch teilweise noch als Fehler bezeichnet) bekannt sind als

1. systematische Abweichungen (systematische Fehler),
2. Fehlergrenzen oder
3. Unsicherheiten infolge zufälliger Abweichungen (zufälliger Fehler).

Kennzeichnend ist hier: Man hat im allgemeinen Fall mehrere Größen {\displaystyle x_{i}} und zu jeder Größe einen Messwert.
- Wenn man die Messung einer Größe {\displaystyle x} unter gleichen Bedingungen wiederholt, stellt man häufig fest, dass sich die Einzelmesswerte unterscheiden; sie streuen. Sie haben dann

zufällige Abweichungen (zufällige Fehler).
Nachfolgend werden Formeln angegeben zur Berechnung eines von diesen Abweichungen möglichst befreiten Wertes und zu dessen verbleibender Messunsicherheit.
Kennzeichnend ist hier: Man hat zu einer Größe {\displaystyle x} mehrere Messwerte.

## Normalverteilung

Häufigkeitsverteilung streuender Messwerte

Die Streuung von Messwerten kann man sich in einem Histogramm veranschaulichen. Man teilt den Bereich der möglichen Werte in kleine Bereiche mit der Breite {\displaystyle b} ein und trägt zu jedem Bereich auf, wie viele gemessene Werte in diesem Bereich vorkommen, siehe Beispiel in nebenstehendem Bild.

Normalverteilung streuender Messwerte

Bei der Gauß- oder Normalverteilung (nach Carl Friedrich Gauß) lässt man die Anzahl der Messungen {\displaystyle N\rightarrow \infty } gehen und zugleich {\displaystyle b\rightarrow 0}. Bei dem Diagramm geht der gestufte Verlauf über in eine stetige Kurve. Diese beschreibt
- die Dichte der Messwerte in Abhängigkeit vom gemessenen Wert und außerdem
- für eine zukünftige Messung, welcher Wert mit welcher Wahrscheinlichkeit zu erwarten ist.

Mit der mathematischen Darstellung der Normalverteilung lassen sich viele statistisch bedingte natur-, wirtschafts- oder ingenieurwissenschaftliche Vorgänge beschreiben. Auch zufällige Messabweichungen können in ihrer Gesamtheit durch die Parameter der Normalverteilung beschrieben werden. Diese Kenngrößen sind
- der Erwartungswert der Messwerte. Dieser ist gleich der Abszisse im Maximum der Kurve. Zugleich liegt er, nach Beseitigung aller systematischen Abweichungen, an der Stelle des wahren Wertes.[3]
- die Standardabweichung als Maß für die Breite der Streuung der Messwerte. Sie ist so groß wie der horizontale Abstand eines Wendepunktes vom Maximum. Im Bereich zwischen den Wendepunkten liegen etwa 68 % aller Messwerte.

## Unsicherheit einer einzelnen Messgröße
Das Folgende gilt bei Abwesenheit von systematischen Abweichungen und bei normalverteilten zufälligen Abweichungen.

### Schätzwerte der Parameter
Hat man von der Größe {\displaystyle x} mehrere mit zufälligen Fehlern behaftete Werte {\displaystyle v_{j}} mit {\displaystyle j=1\dots N}, so kommt man gegenüber dem Einzelwert zu einer verbesserten Aussage durch Bildung des arithmetischen Mittelwertes {\displaystyle {\overline {v}}}
{\displaystyle {\overline {v}}={\frac {1}{N}}\sum _{j=1}^{N}{v_{j}}} .
Die empirische Standardabweichung {\displaystyle s} der einzelnen Messwerte {\displaystyle v_{j}} ergibt sich aus
{\displaystyle s={\sqrt {{\frac {1}{N-1}}\sum _{j=1}^{N}{(v_{j}-{\overline {v}}\,)^{2}}}}} .
Diese Größen sind Schätzwerte für die Parameter der Normalverteilung. Durch die endliche Zahl der Messwerte unterliegt auch der Mittelwert noch zufälligen Abweichungen. Ein Maß für die Breite der Streuung des Mittelwertes ist die Unsicherheit {\displaystyle u}
{\displaystyle u={\frac {1}{\sqrt {N}}}\cdot s} .
Diese wird umso kleiner, je größer {\displaystyle N} wird. Sie kennzeichnet zusammen mit dem Mittelwert einen Wertebereich {\displaystyle {\overline {v}}-u\ \ldots \ {\overline {v}}+u}, in dem der Mittelwert der Messgröße nach einer vielfachen Wiederholung der Messungen mit den oben angegebenen ca. 68 % Wahrscheinlichkeit erwartet wird.

### Vertrauensniveau
Diese Erwartung wird nur mit einer gewissen Wahrscheinlichkeit erfüllt. Will man Letztere auf ein konkretes Vertrauensniveau festlegen, so muss man einen Bereich (ein Konfidenzintervall) {\displaystyle {\overline {v}}-t\cdot u\ \ldots \ {\overline {v}}+t\cdot u} festlegen, in dem der wahre Wert mit dieser Wahrscheinlichkeit liegt. Je höher die Wahrscheinlichkeit gewählt wird, desto breiter muss der Bereich sein. Der Faktor {\displaystyle t} berücksichtigt das gewählte Vertrauensniveau und die Anzahl der Messungen insoweit, als mit einer kleinen Zahl {\displaystyle N} die statistische Behandlung noch nicht aussagekräftig ist. Wählt man die oben genannte Zahl 68 % als Vertrauensniveau und {\displaystyle N>12}, so ist {\displaystyle t=1{,}0}. Für das in der Technik vielfach verwendete Vertrauensniveau von 95 % und für {\displaystyle N>30} ist {\displaystyle t=2{,}0}. Eine Tabelle mit Werten von {\displaystyle t} (Studentsche t-Verteilung) befindet sich in .